# گاوداری فرح‌بخش
گاوداری فرح‌بخش یک منطقهٔ مسکونی در ایران است که در دهستان قناتغستان واقع شده‌است. گاوداری فرح‌بخش ۱۳ نفر جمعیت دارد.